# Rui Dabó
Rui Suleimane Camara Dabó (né le 5 octobre 1994 à Setúbal au Portugal) est un joueur de football international bissaoguinéen, qui évolue au poste de gardien de but.

## Biographie

### Carrière en sélection
Rui Dabó reçoit sa première sélection en équipe de Guinée-Bissau le 25 mars 2017, en amical contre l'Afrique du Sud.
Il participe avec la Guinée-Bissau à la Coupe d'Afrique des nations 2017 organisée au Gabon, en tant que gardien remplaçant.